# Алексей РОМ
Алексей РОМ (настоящее имя — Алексей Романович Якимович; род. 19 февраля 1985, Минск, Белорусская ССР, СССР) — белорусский эстрадный певец, композитор, поэт-песенник, шансонье и радиоведущий.
Победитель в номинации «Шансонье года Беларуси» (2016).

## Биография
Родился 19 февраля 1985 года в Минске. Окончил среднюю школу № 88 в 2002 году. В 2002 году поступил в минский Институт Современных Знаний им. А. М. Широкова, по специальности «мировая экономика и международные экономические отношения», который окончил в 2007 году.
В 1999 году на базе столичного центра молодёжного творчества Алексей Ром создал свою рок-группу, в которой был солистом и гитаристом.
С 2002 года начал петь в Минских ресторанах.
В 2005 году свет увидела первая авторская сольная песня Алексея РОМа «Дождись», с успехом начала звучать на белорусских FM-радиостанциях.
В 2007 вышел первый компакт-диск под названием «ТВОИ ГЛАЗА».
C 2009 по 2011 солист Молодёжного театра Эстрады Республики Беларусь.
12 октября 2011 г. Увидел свет второй альбом «ОБЛАКА КРЫЛАТЫЕ» «GMC».
26 ноября 2011 г. В Москве получил медаль и диплом премии «МАЭСТРО ШАНСОНА» за продвижение и пропаганду жанра шансон в России и странах ближнего и дальнего зарубежья.
Продюсер международного музыкального фестиваля «Черная роза Беларуси».
Официальный представитель международного музыкального фестиваля «ЮРМАЛА ШАНСОН» в РБ.
В 2012 году в Санкт-Петербурге снят клип на песню «Любимая, единственная, верная».
Его песни звучат на радиостанциях Беларуси, России, Украины, Израиля и Латвии.
Активно гастролирует по территории Республики Беларусь и за её пределами.
Объехал с выступлениями всю Россию от Калининграда до Дальнего Востока.
В 2016 стал победителем в номинации «Шансонье года Беларуси»
В 2018 году компания «ARTUR MUSIC» выпустила третий альбом «НЕ ОТВОДИ ЛЮБИМЫХ ГЛАЗ». В него вошли песни написанные как самим исполнителем, так и такими мастерами своего дела, как Сергей СЕВЕР-Русских (Дюна, Алена Апина, «Кабаре дует Академия»), Александр Яременко (Таисия Повалий, Николай Басков, Филипп Киркоров, Ани Лорак), Вячеслав Васильев (автор многих цыганских шлягеров, ставших классикой «Трудно стать чужим», «Журавушка», «Берега», «Не будите (Солнышко)») и другими поэтами и композиторами.
В данное время, идёт работа над записью четвёртого номерного альбома.
С 2019 года является ведущим утреннего шоу выходного дня «НАШИ ЛЮДИ» на самой рейтинговой радиостанции Беларуси, радио «РОКС».

## Победитель фестивалей
- «ХОРОШАЯ ПЕСНЯ» (Калининград 2011)
- «ШАНСОНЪ У МОРЯ» (Севастополь 2011)
- «ЧЕРНАЯ РОЗА» (Иваново 2012)
- «ГАРМОНИЯ ШАНСОНА» (Днепропетровск 2012)
- «РУССКАЯ ДУША» (Германия 2012)

## Участник телевизионных фестивалей
- Телевизионного музыкального фестиваля «VIP ЗОНА ШАНСОНА» (Юрмала 2012 (телеканал ЛЯ-МИНОР РФ)),
- Телевизионного музыкального фестиваля «ЮРМАЛА ШАНСОН» (Юрмала 2014, 2019 (телеканал ШАНСОН ТВ РФ))

## Участник телевизионных проектов
- «Серебряный граммофон» 2005, 2006 (ОНТ),
- «Песня года Беларуси» 2005, 2006 (ОНТ),
- «Новогодний огонёк» 2007 (БТ),
- «Дембельский альбом» 2005 (БТ),
- «Музыкальные вечера в Мирском замке» 2007 (ОНТ),
- «Эстрадный коктейль» 2011 (ОНТ),
- «Золотой Шансон в Молодечно» 2017 (ОНТ)
- «К нам приехал..» — 2011 г. телеканал «ЛЯ МИНОР»

## Дискография

### Альбомы
- 2007 — Твои глаза
- 2011 — Облака крылатые
- 2018 — Не отводи любимых глаз
- 2019 — Новое и лучшее

### Дуэты
- Алексей РОМ, Менуа Маркарян — «День ото дня»
- Алексей РОМ, Афина — «Дай я тебя поцелую»
- Алексей РОМ, Игорь Аксюта — «Неверная жена»
- Алексей РОМ, Игорь Аксюта — «Доброго пути»
- Алексей РОМ, Людмила Тукан — «Наша осень»
- Алексей РОМ, Ольга Плотникова — «Счастье пополам»

### Клипы
- 2012 — «Любимая, единственная, верная»
- 2019 — «Дай, я тебя поцелую» (дуэт с Афиной)